# Glyptodon

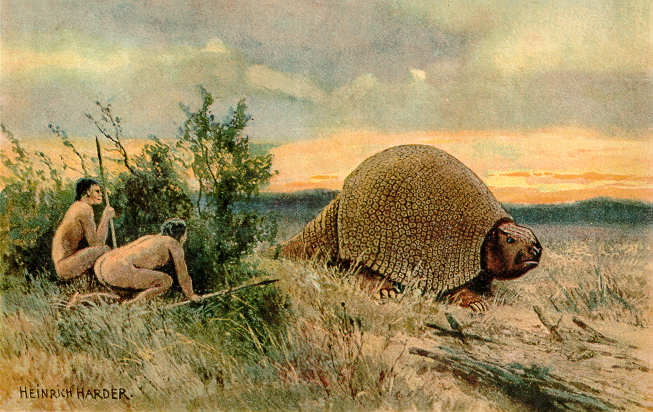
Glyptodon i polujący na niego ludzie

Glyptodon – wymarły rodzaj wielkich pancerników z podrodziny gliptodontów (Glyptodontinae), żyjących od późnego pliocenu do końca plejstocenu, 2,5 mln–11 tys. lat temu, na terenie Ameryki Południowej (Argentyna, Boliwia, Brazylia). Jego nazwa oznacza „wyrzeźbiony ząb” – pochodzi od greckich słów glyptós („wyryty”, „wyrzeźbiony”) i odóntos („ząb”).

## Wymiary
Glyptodon był jednym z największych szczerbaków – osiągał długość 3 m (wraz z ogonem), 1,5 m wysokości i ważył około 1 t.

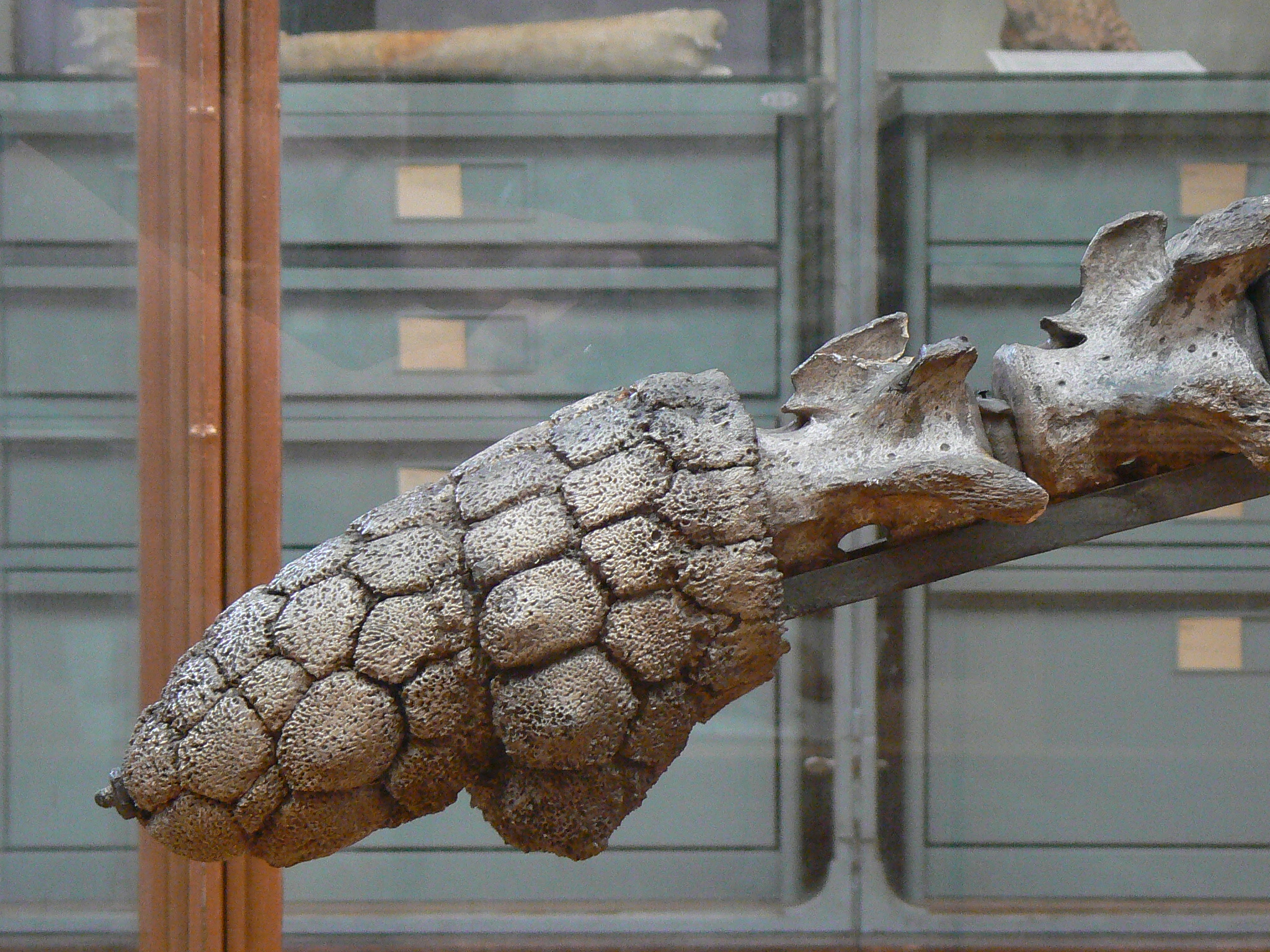
Ogon Glyptodon asper

## Opis
Najbardziej charakterystyczną cechą tego zwierzęcia jest ogromny, kopulasty pancerz zbudowany z jednego bloku składającego się z około 1000 małych płytek kostnych. Również głowa chroniona była kostnym hełmem, a ogon pokrywały sztywne płytki. U niektórych gatunków na końcu ogona znajdowała się maczuga, mogąca ważyć nawet kilkadziesiąt kilogramów. Jest to przykład konwergencji gliptodontów i ankylozaurów – grupy dinozaurów żyjącej od późnej jury do końca kredy. Cechy te sprawiały, że Glyptodon do momentu pojawienia się w Ameryce Południowej człowieka nie miał naturalnych wrogów.
W przeciwieństwie do większości ssaków szczerbaki charakteryzują się uzębieniem jednolitym pod względem kształtu i wielkości (wtórny homodontyzm). Na jego podstawie wnioskuje się, że Glyptodon żywił się przede wszystkim roślinami, być może jednak jadł wszystko, co napotkał.

## Filogeneza
Glyptodon jest przedstawicielem rzędu szczerbaków, obejmującego mrówkojady, leniwce, wymarłe leniwce naziemne (Megatheriidae), Pampatheriidae i pancerniki oraz gliptodonty, do których należał. Jego najbliższymi krewnymi są Doedicurus, Glyptotherium i Panochthus.
Glyptodon, w przeciwieństwie do blisko z nim spokrewnionego rodzaju Glyptotherium, jest rodzimym przedstawicielem fauny południowoamerykańskiej. Rodzaj Glyptodon pojawił się w gelasie i dotrwał do końca plejstocenu, około 11 000 lat temu. Za jego wyginięcie odpowiada prawdopodobnie człowiek, który polował na niego i wykorzystywał pancerze jako schronienie (w ich wnętrzach znaleziono ślady ognisk).

## Gatunki
- Glyptodon asper
- Glyptodon clavipes